# Abdulrahman Al-Faihan
Abdulrahman Al-Faihan (in arabo عبد الرحمن الفيحان‎?; 24 giugno 1986) è un tiratore a volo kuwaitiano, che ha rappresentato il Kuwait ai Giochi olimpici di Rio de Janeiro 2016 sotto bandiera olimpica.